# شهر انجیرلو
انجیرلو شهری در بخش انجیرلو شهرستان بیله‌سوار استان اردبیل ایران است.

## جمعیت
بر اساس سرشماری سال ۱۳۹۵ جمعیت این شهر ۲۱۵۰ نفر با ۴۸۰ خانوار بوده‌است.